# هرمان شرايبر
هرمان شرايبر (بالألمانية: Hermann Schreiber)‏ هو صحفي وحاخام ألماني، ولد في 21 أغسطس 1882 في Śrem ‏ في بولندا، وتوفي في 27 سبتمبر 1954 في برلين في ألمانيا.